# Vilaines Filles et Mauvais Garçons
À ne pas confondre avec le court-métrage français Vilaine Fille, mauvais garçon (2012).
Série Rebel Highway
Dragstrip Girl
(1994) Cool and the Crazy
(1994)
Pour plus de détails, voir Fiche technique et Distribution.
Vilaines Filles et Mauvais Garçons (Jailbreakers) est un téléfilm américain réalisé par William Friedkin, diffusé en 1994.
Ce téléfilm fait partie de Rebel Highway, une anthologie rendant hommage aux films de « séries B » des années 1950 produits par American International Pictures et souvent diffusés en double programme et/ou dans des drive-in. Ces nouvelles versions mettent en scène de jeunes acteurs « en vogue » des années 1990.

## Synopsis
Dans les années 1950, Angel Norton est une pom-pom girl de 15 ans. Elle fait la connaissance de Tony Falcon, un jeune délinquant un peu plus âgé. Elle trouve à ses côtés l'aventure qu'elle recherche depuis longtemps. Un soir, ils braquent ensemble la caisse d'un café puis une bijouterie. Mais ils se font rapidement arrêter. Grâce aux relations de son père, Angel n'est pas inquiétée alors que Tony est incarcéré. Les parents d'Angel découvrent qu'elle lui a rendu visite en prison. De plus, la famille Norton est peu à peu discréditée par cette affaire. Les Norton décident donc de déménager. Quelques mois plus tard, Angel s'est plutôt bien acclimatée à sa nouvelle vie à Bakersfield. Elle est désormais en couple avec Jack, mais l'aventure et Tony lui manquent. Le jeune homme décide de s'évader pour la retrouver.

## Fiche technique
Sauf indication contraire, les informations mentionnées dans cette section peuvent être confirmées par la base de données cinématographiques IMDb,  présente dans la section « Liens externes ».
- Titre original : Jailbreakers
- Titre français : Vilaines filles et mauvais garçon[2]
- Réalisation : William Friedkin
- Scénario : Debra Hill et Gigi Vorgan
- Musique : Hummie Mann
- Montage : Augie Hess
- Costumes : Dorothy Amos
- Photographie : Cary Fisher
- Production : Lou Arkoff, David Giler, Debra Hill, Willie Kutner

Producteur associé : Amy Grauman Danziger
Coproducteur : Llewellyn Wells
- Sociétés de production : Showtime, Drive-In Classics et Spelling Films International
- Durée : 76 minutes
- Pays d'origine :  États-Unis
- Budget : 1,3 million de dollars[3]
- Langue originale : anglais
- Format : couleur - 4/3 - 35 mm - son stéréo
- Genre : drame
- Dates de sortie :

 États-Unis : 9 septembre 1994 (1re diffusion sur Showtime)

## Distribution
- Shannen Doherty : Angel Norton[4]
- Antonio Sabàto, Jr. : Tony Falcon
- Vince Edwards : M. Norton
- Adrienne Barbeau : Mme Norton
- Adrien Brody : Skinny
- Sean Whalen : Tattoo
- Talbert Morton : Whale
- Chris Conrad : Jack
- Dana Barron : Sue
- Johnny La Spada : Gary
- Kerri Randles : Missy

## Production
Lou Arkoff (en) (fils de Samuel Z. Arkoff) et Debra Hill lancent la série de téléfilms Rebel Highway. Ils invitent plusieurs réalisateurs confirmés comme William Friedkin, Joe Dante, Uli Edel, ou encore John Milius. Chacun doit choisir un titre parmi les anciens films produits par Samuel Z. Arkoff via American International Pictures. Chaque réalisateur ou réalisatrice peut ensuite engager les scénaristes de leur choix, créer l'histoire de leur choix (similaire ou non à celle du film original). Chaque cinéaste peut également choisir son directeur de la photographie, son monteur et dispose du final cut.
Chaque téléfilm dispose d'un budget de 1,3 million de dollars et de seulement douze jours de tournage. Les actrices et acteurs choisies doivent être des personnalités en pleine ascension.
Jailbreakers tire son titre du film The Jailbreakers (en) d'Alex Grasshoff sorti en 1960.
Le tournage a lieu en Californie du Sud.

## Accueil
Dans la critique de Variety, on peut lire « Friedkin tire le meilleur de tous les acteurs, dont les performances agréables aident à sauver la réécriture fastidieuse de la version de 1957 proposée par les scénaristes Debra Hill et Gigi Vorgan ».

## Les téléfilmsRebel Highway
1. Roadracers de Robert Rodriguez, avec David Arquette et Salma Hayek (22 juillet 1994)
2. Confessions d'une rebelle (Confessions of a Sorority Girl) d'Uli Edel, avec Jamie Luner et Alyssa Milano (29 juillet 1994)
3. Motorcycle Gang de John Milius, avec Gerald McRaney et Jake Busey (9 août 1994)
4. Runaway Daughters de Joe Dante, avec Julie Bowen et Paul Rudd (12 août 1994)
5. Girls in Prison de John McNaughton, avec Anne Heche et Ione Skye (19 août 1994)
6. Shake, Rattle and Rock! d'Allan Arkush, avec Renée Zellweger et Howie Mandel (26 août 1994)
7. Dragstrip Girl de Mary Lambert, avec Mark Dacascos et Natasha Gregson Wagner (2 septembre 1994)
8. Vilaines Filles et Mauvais Garçons (Jailbreakers) de William Friedkin, avec Antonio Sabato Jr. et Shannen Doherty (9 septembre 1994)
9. Cool and the Crazy de Ralph Bakshi, avec Jared Leto et Alicia Silverstone (16 septembre 1994)
10. Reform School Girl de Jonathan Kaplan, avec Aimee Graham et Matt LeBlanc (23 septembre 1994)